# Takuto Koyama
Takuto Koyama (小山 拓土 Koyama Takuto?, nacido el 27 de diciembre de 1982 en Hyogo) es un exfutbolista japonés. Jugaba de centrocampista y su último club fue el Banditonce Kakogawa de Japón.

## Trayectoria

### Clubes
| Club                | País  | Año         |
| ------------------- | ----- | ----------- |
| JEF United Ichihara | Japón | 2001 - 2003 |
| Tokushima Vortis    | Japón | 2004 - 2008 |
| Banditonce Kakogawa | Japón | 2009 - 2011 |